# Eyalet di Sidone
L'eyalet di Sidone (in turco: Eyalet-i Safed-Sayda-Beyrut), fu un eyalet dell'Impero ottomano nell'area corrispondente all'attuale Palestina. A seconda della collocazione della capitale divenne noto anche coi nomi di eyalet di Safad, eyalet di Beirut od eyalet di Acri (o di Akka).

## Storia
I governanti ottomani crearono questa provincia nel 1585. I distretti di Beirut-Sidone e Safed (comprendenti gran parte della Galilea) vennero uniti sotto il controllo dell'emiro ma'nide Fakhr-al-Din ibn Maan. La provincia venne riformata durante l'esilio di Fakhr-ad-Din nel 1614-15, e ricreata nuovamente nel 1660. La provincia continuò comunque ad essere subordinata sia fiscalmente che politicamente all'eyalet di Damasco.
Malgrado i conflitti negli anni '60 del Seicento, la famiglia Maan "giocò un ruolo chiave nella gestione degli affarti interni di questo eyalet sino agli ultimi anni del XVII secolo." I Maan vennero succeduti dalla famiglia Shihab sul finire del XVII secolo e vi rimase sino al XIX secolo. I Maan, che in un primo tempo erano stati riconosciuti come "emiri" nel 1592 quando Fakhr al-Din Maan era stato nominato governatore (onorario) del Sangiaccato di Safad, passarono quest'onorificenza anche ai loro successori ma con una valenza sempre minore di controllo sovrano sul territorio. Di fatto i nuovi emiri non esercitarono mai funzioni amministrative oltre alla raccolta delle tasse dai contadini (multazim). Nel 1763 ottennero di poter riscuotere le tasse anche dell'eyalet di Tripoli, il che estese virtualmente la sovranità degli Shihab in territori più vasti che si estendevano sino al Monte Libano.
Nel 1775, quando Gezzar Pascià ricevette il governatorato di Sidone, egli spostò la capitale ad Acri. In 1799, Acre resisted a assedio di Napoleone Bonaparte.

### Il XIX secolo
Come parte della guerra egiziano-ottomana (1831–1833), Ibrāhīm Pascià d'Egitto prese Acri dopo un duro assedio il 27 maggio 1832. L'occupazione egiziana intensificò le rivalità tra le locali comunità di Drusi e Maroniti, dal momento che Ibrahim si aprì favorevolmente all'amministrazione del suo esercito da parte dei cristiani. Nal 1840, il governatore di Sidone spostò la sua residenza a Beirut, rendendola di fatto la nuova capitale dell'eyalet. Dopo il ritorno del governo ottomano nel 1841, i Drusi riuscirono a detronizzare Bashir III al-Shihab, al quale il sultano aveva garantito il titolo di emiro.
Nel 1842 il governo ottomano introdusse il doppio Caimaccato, secondo il quale il Monte Libano sarebbe stato governato dai maroniti e le regioni meridionali di Kisrawan e Shuf sarebbero state governate dai drusi. I due mondi rimasero sotto il governo di Sidone seppure indirettamente. Questa ripartizione del Libano si dimostrò un fallimento: le animosità tra le due fazioni religiose crebbero sempre più e portarono a lotte sempre più violente. Nel Conflitto in Libano del 1860, migliaia di cristiani vennero uccisi in diversi massacri che culminarono nelle rivolte di Damasco del luglio di quello stesso anno.
Per l'ampio risalto internazionale che questo massacro ebbe, truppe francesi sbarcarono a Beirut e gli ottomani abolirono il sistema del Caimaccato ed istituirono al suo posto il Mutasarrifato, un sistema di governo confessionale che è il diretto predecessore del sistema politico libanese attuale. La nuova risistemazione dello stato portò alla fine dei tumulti e la regione riuscì a prosperare negli ultimi decenni di esistenza dell'Impero ottomano.

## Geografia antropica

### Suddivisioni amministrative
I sangiaccati dell'eyalet di Sidone nel XIX secolo erano:
1. sangiaccato di Acri
2. sangiaccato di Beirut
3. sangiaccato di Sidone
4. sangiaccato di Tiro
5. sangiaccato di Nablus
6. sangiaccato di Nazaret
7. sangiaccato di Tiberiade

## Governatori
- diversi governatori ottomani (1660 - 1772)
- `Umar az-Zahir bin `Umar az-Zaydani (1772 - 1775)
- Ahmad Pascià al-Djazzar (1775 - 1804)
- Süleyman Pascià (1804 – 1809)
- Ismail (18.. – 18..)
- Abdullah Pascià (1820 - 1831)
- Governo egiziano (27 maggio 1832 - 10 ottobre 1840) - Husayn Abd al-Hadi (1822-prima 1840)
- Köse Ahmed Zekeriya Pascià (novembre 1840 - marzo 1841)
- Eneste/Haseki Mehmed Selim Pascià (marzo 1841 - dicembre 1841)
- Mehmed Izzet Pascià (dicembre 1841 - luglio 1842)
- Mustapha Pascià (1842)
- Selim Pascià (1842)
- Ömer Pascià (Mihaylo Lattas) (1842 -  7 dicembre 1842)
- Ayasli Asad Mehmed Muhlis Pascià (agosto 1842 -  9 aprile 1845)
- Yozgatli Mehmed Vecihi Pascià (9 aprile 1845 – gennaio 1846)
- Mühendis Mehmed Kamil Pascià (gennaio 1846 - settembre 1847)
- Mustafa Sherifi Pascià (settembre 1847 - luglio 1848)
- Serhalifizade Vamik (Femiq) Salih Pascià (agosto 1848 - settembre 1851; 1ª volta)
- Pepe Mehmed Emin Pascià (settembre 1851 – settembre 1852)
- Serhalifizade Vamik (Femiq) Salih Pascià (settembre 1852 - marzo 1855; 2ª volta)
- Mahmud Nedim Pascià (March 1855 - December 1855)
- Serhalifizade Vamik (Femiq) Salih Pascià (dicembre 1855 - luglio 1857; 3ª volta)
- Arnavud Mehmed Kurshid Pascià (giugno 1857 – 17 luglio 1860)
- Fuad Pascià (17 luglio 1860 - 9 giugno 1861)
- Charles-Marie-Napoléon de Beaufort d'Hautpoul (16 agosto 1860 -  5 luglio 1861; de facto come parte della Spedizione francese in Siria)
- Kaysarli Ahmad Pascià (agosto 1860 – febbraio 1863)
- Mehmed Kabuli Pascià (febbraio 1863 - febbraio 1864)
- Mehmed Kurshid Pascià (febbraio 1864 – aprile 1865)